# John Cacavas
John Cacavas (Aberdeen, 13 de agosto de 1930 — Beverly Hills, 28 de janeiro de 2014) foi um compositor de cinema e maestro norte-americano.

## Biografia
Tornou-se mais conhecido por compor trilhas sonoras de seriados, tais quais, Kojak, Hawaii Five-O, The Bionic Woman, Mrs. Columbo e Buck Rogers in the 25th Century. Além de séries, também fez as trilhas de filmes como Airport 1975 e Airport '77.
Em 1973, tornou-se o responsável pela trilha sonora de Horror Express, um filme estrelado por Christopher Lee, Peter Cushing e Telly Savalas.
Recentemente, escreveu a música-tema para o vídeo-game Grand Theft Auto: Liberty City Stories, da Playstation. Reside entre Beverly Hills, Califórnia e Londres com sua esposa, Bonetta Becker. Além de compositor, é um chef de cozinha realizado. Tem três filhos adultos, Lisa, John e Jennifer, além de três netos, James Stewart, Eric, e Alexander Cacavas.